# Liste japanischer Philosophen
Die Liste umfasst japanische Philosophinnen und Philosophen. Sie folgt der in Japan üblichen Namensreihenfolge: Zuname, Vorname.

## A
- Abe Yoshishige (1883–1966)
- Asada Akira (* 1957)
- Azuma Hiroki (* 1971)

## D
- Daisetz Teitaro Suzuki (1870–1966)
- Dōshō (629–700)

## F
- Fujiwara Seika (1561–1619)
- Fukuzawa Yukichi (1835–1901)

## G
- Goi Masahisa (1916–1980)

## H
- Hayashi Razan (1583–1657)
- Hayashi Tatsuo (1896–1984)

## I
- Ide Takashi (1892–1980)
- Inoue Enryō (1858–1919)
- Inoue Tetsujirō (1856–1944)
- Iseda Tetsuji (* 1968)
- Ishida Baigan (1685–1744)
- Itō Jinsai (1627–1705)
- Izutsu Toshihiko (1914–1993)

## K
- Kita Ikki (1883–1937)
- Kuki Shūzō (1888–1941)

## M
- Makiguchi Tsunesaburō (1871–1944)
- Miki Kiyoshi (1897–1945)
- Mishima Ken’ichi (* 1942)
- Mita Sekisuke (1906–1975)
- Mori Arimasa (1911–1976)

## N
- Nishitani Keiji (1900–1990)
- Nishida Kitarō (1870–1945)
- Nitta Yoshihiro (1929–2020)

## O
- Obata Tokujirō (1842–1905)
- Ōhashi Ryōsuke (* 1944)
- Ōkawa Shūmei (1886–1957)

## S
- Shigaraki Takamaro (1926–2014)
- Sumioka Teruaki Georges (* 1962)

## T
- Takahashi Fumi (1901–1945)
- Takahashi Satomi (1886–1964)
- Tanabe Hajime (1885–1962)
- Tani Tōru (* 1954)
- Tomoeda Takahiko (1876–1957)
- Tosaka Jun (1900–1945)

## U
- Uchii Sōshichi (* 1943)
- Ueda Shizuteru (1926–2019)

## W
- Watsuji Tetsurō (1889–1960)

## Y
- Yamaguchi Ichirō (* 1947)